# Zwei Freunde (Wladimir Woinowitsch)
Zwei Freunde (russisch Два товарища Dwa towarischtscha) ist ein Roman des sowjetischen Schriftstellers Wladimir Woinowitsch, der 1967 im Januarheft der Moskauer Literaturzeitschrift Nowy Mir erschien. Die Übertragung von Agathe Jais brachte Hanser 1969 in München auf den deutschsprachigen Buchmarkt.

## Inhalt
Der Ich-Erzähler Walerij Sergejewitsch Waschinin, Walera gerufen, hat sich seinen Wunschtraum erfüllt und ist Pilot geworden. Auf der Fliegerschule flog er solo Loopings, musste sich einmal katapultieren und brauste sogar schneller als der Schall durch die Lüfte. Walera gibt die Vorgeschichte seines Erfolges zum Besten. 
Eine anonyme Großstadt in der sowjetischen Provinz um 1965: Zusammen mit seinem Freund Anatolij Boschko, Tolik gerufen, arbeitete der damals 19-Jährige in einer Fabrik, die Anzüge für Raumfahrer herstellte. Walera und Tolik nageln dort die Kisten für den Transport der Stratonautenanzüge zusammen. Auch ihre Freizeit verbringen die Freunde zusammen, lernen dabei junge Mädchen kennen und lieben. Einmal schleichen sich beide in eine Gruppe Jugendlicher ein, die auf dem städtischen Flugplatz mit dem Fallschirm abspringen dürfen. Die Unternehmung geht im letzten Moment schief. Walera und Tolik stehen nicht auf der Liste des gestrengen Übungsleiters. Walera hat Glück im Unglück, da er auf dem Flugplatz seinem langjährigen Schulkameraden Slawka Perkow begegnet. Der nimmt ihn auf einen Übungsflug mit. Nachdem Walera genau auf Slawkas jeweiliges Kommando einige Figuren fliegen durfte, will er unbedingt Pilot werden und stellt einen Antrag. Waleras alleinerziehende, besorgte Mutter geht zum Direktor und erreicht doch tatsächlich die Rücknahme des Gesuchs. Nach dem Wunsch der Mutter soll der Sohn am Moskauer „Energetischen“ studieren. Auf Toliks Rat hin, versucht Walera erfolgreich sein Glück über den Grundwehrdienst bei der Armee. 
Über die ganze Länge des Romans sinniert der Ich-Erzähler über die Frage, ob Tolik sein Freund ist. Walera muss schließlich verneinen. Denn in der Freizeit auf einem ihrer Streifzüge durch die oben erwähnte Heimatstadt war ihnen die Bande des Gammlers Grek in die Quere gekommen. Zwei seiner Kumpane hatten Walera festgehalten und Tolik musste auf Greks Geheiß den Freund verprügeln. Tolik hatte sich zunächst geweigert, dann nach Nötigung zaghaft und schließlich notgedrungen fester zugeschlagen. Walera kann solches Verhalten des Freundes auch zum Erzählzeitpunkt nicht verzeihen.

## Adaption
- 2001 Russland: Zwei Kameraden, Film von Waleri Jurjewitsch Pendrakowskij mit Juri Mosseitschuk[2] als Walera und Michailo Oleksandrowitsch Tarabukin als Tolik.[3]

## Rezeption
- Nachdem Kaempfe[4] den Roman mit Akssionows Defizitposten Faßleergut (russ. Затоваренная бочкотара, 1968) und Gladilins Werk (Anatoly Gladilin, * 21. August 1935) verglichen hat, resümiert er, Woinowitschs „Story verläuft und endet weit weniger harmlos, als sie beginnt“[5]. Der „dem Sozialismus kritisch verpflichtete“ Autor gehöre zu den „Sowjetliberalen“[6].

## Deutschsprachige Ausgaben
- Wladimir Woinowitsch: Zwei Freunde. Roman. Aus dem Russischen von Agathe Jais. Mit einem Nachwort von Alexander Kaempfe. Hanser, München 1969, (dtv 1974: ISBN 3-423-00982-9)
- Wladimir Woinowitsch: Zwei Freunde. Roman. Aus dem Russischen von Agathe Jais. Mit einem Nachwort von Alexander Kaempfe. Ullstein (Nr. 20554), Frankfurt am Main 1985, ISBN 3-548-20554-2 (verwendete Ausgabe)